# Podgornaja (małodorskoje sielskoje posielenije)
Podgornaja (ros. Подгорная) – wieś (dieriewnia) w Rosji, w obwodzie archangielskim, w rejonie ustiańskim. W 2010 liczyła 46 mieszkańców.